# Абу-Зурейк
Абу-Зурейк (англ. Abu Zurayq, араб. أبو زريق) — поселення в Сирії, що складає невеличку друзьку общину в нохії Малах, яка входить до складу однойменної мінтаки Сальхад в південній сирійській мухафазі Ас-Сувейда.